# 陳敏政
陳敏政（14世紀—15世紀），字志行，浙江湖州府長興縣籍，福建福州府古田縣人，明朝政治人物。

## 生平
陳敏政祖先在杭州錢塘居住，後遷至湖州長興，因父親擔任古田教諭而移居當地，宣德元年（1426年）中河南鄉試（一作順天鄉試，又作福建鄉試）舉人，次年（1427年）聯捷進士，十年（1437年）獲授潛江知縣，居官廉明能幹、人民安居樂業，父親去世後扶靈柩歸葬錢塘，定居仁和鹽橋東。
服闋後，朝廷以陳敏政本籍浙江改調閩縣知縣，當時朝廷索求方物，宦官主持福建市舶，惡少為避役大多躲藏其中，他揭發後逐離惡少；沙縣、尤溪流寇作亂，流民到閩縣避難，騷擾本地居民，他撫恤全活多人，而里民亦不擾；景泰年間由通判陞南康知府，復建社倉、修築石隄、建立白鹿書院，百廢俱興、民不勞累，以原官致仕，死後葬在古田，從祀周子、朱子祠。

## 家族
子陳良器，中浙江鄉試，成化十七年登進士，官至福建布政使。

## 引用
1. 1 2  民國《古田縣志·卷二十六·列傳》：陳敏政，其先居浙之錢塘，後遷吳興，至敏政父任為古田教諭，因家焉，敏政以閩應宣德丙午鄕薦，丁未成進士，授潛江令，丁外艱，敏政奉櫬歸葬錢塘，服除上官以本係浙籍改調閩縣令，時有中貴人司閩市舶，惡少避役者多竄匿其中，敏政白而驅之，沙縣尤溪寇亂，流民多避入，閩民擾甚，敏政為撫卹之所全活甚眾，擢南康知府致仕，卒葬古田，子良器會浙籍鄉試登成化辛丑進士，官福建布政使。
2. ↑  康熙《錢塘縣志》·卷十·選舉：舉人……明……宣德元年丙午科何惟機榜……陳敏政 河南中式……進士……明……宣德二年丁未科馬愉榜……陳敏政 知府
3. ↑  光緒《長興縣志·卷二十·選舉表》：宣德……陳敏政 二年丁未科（進士），南康知府，譚志云字志行……元年丙午科（舉人）……陳敏政 進士，譚志云順天中
4. ↑  《明英宗睿皇帝實錄·卷七》：（宣德十年七月庚辰）陞……陳敏政、謝牧、范理、萬霽、傅暠俱為知縣。
5. ↑  康熙《仁和縣志·卷十七·人物》：陳敏政，字志行，原籍湖州長興縣，登宣德丁未進士，後卜居仁和鹽橋東，初授知縣，居官廉幹、部民樂業，連陞南康知府，政尚和易，所至無赫赫名，去則民思；為知縣時適下邑民多强捍，人或詈之，則曰：「民偶愚，未有不可化者夫，何詈？」徙美邑，人賀之則曰：「所賀在民乎，在土乎，士自美，吾無利也。」識者因以知其為人素弗善事，當路竟以本官致仕，南康人以公清德善政舉從祀周陳二賢祠。
6. ↑  民國《杭州府志·卷一百三十三·人物四》：陳敏政，字志行，其先湖州長興人，後居仁和，宣德二年進士，正統二年知湖廣潛江縣，四民樂業，嘗知福建閩縣，中貴旁午求閩中方物，敏政以智應變，奸徒歛手、里胥不擾，再轉江西南康知府，復社倉、修石隄、建白鹿書院，百廢具舉，民不吿勞，郡人德之，從祀周子、朱子祠 萬厯志、湖廣、福建、江西通志。
7. ↑  民國《閩侯縣志·卷一百二·名宦上》：陳敏政，臨安人，宣德間知縣事，時求方物，中貴旁午閩中，敏政以智應變，奸徒斂手、里胥不擾。
8. ↑  同治《南康府志·卷十三·名宦》：陳敏政 《明一統志》作陳敏 ，錢塘人，景泰中由通判擢知南康府，秉公持正、翼善鋤強，復社倉、修石堤，百廢俱舉、民不告勞，郡人思之，從祀三賢祠。 省志